# Västermalms församling
Västermalms församling är från 2014 en församling i Domkyrkokontraktet i Stockholms stift. Församlingen ligger i Stockholms kommun i Stockholms län. Församlingen utgör ett eget pastorat.
Församlingen ligger i Stockholms innerstad på Kungsholmen och Essingeöarna och omfattar stadsdelarna Fredhäll, Kristineberg, Marieberg, Stadshagen, Lilla Essingen, Stora Essingen samt stadsdelen Kungsholmen. Med andra ord, församlingens territorium sammanfaller med Kungsholmens stadsdelsområde.

## Administrativ historik
Församlingen bildades 2014 genom sammanslagning av Kungsholms församling (1671), S:t Görans församling (1925) och Essinge församling (1955) och utgör ett eget pastorat.

## Kyrkoherdar (Series Pastorum)
| Ämbetstid | Namn            | Levnadstid | Övrigt |
| --------- | --------------- | ---------- | ------ |
| 2014–2016 | Jan Stenberg    | 1953–      | [ 3 ]  |
| 2016-2022 | Michael Persson | 1959-      |        |
| 2023-     | Jerker Schmidt  | 1976-      |        |

## Kyrkor
- Kungsholms kyrka
- Sankt Görans kyrka
- Sjukhuskyrkan på Sankt Görans sjukhus.
- Essinge kyrka
- Sankt Eriks kapell